# Tities
Les Tities ou Titienses formaient avec les Ramnes et les Luceres l'une des trois tribus de la Rome antique. 

## Origine
Les Tities, qui étaient selon Plutarque d'origine étrusque,  étaient des familles qui avaient suivi Titus Tatius, d'origine sabine.
Romulus avait créé les Celeri, 3 unités de 100 hommes chacune affectées à sa garde personnelle : les Ramnes (au nom dérivé de Romulus), les Tities (du nom de Titus Tatius) et les Luceres des Étrusques probablement de Lucumon, autre nom de Tarquin l'Ancien.